# UFC Fight Night: Henderson vs. dos Anjos
UFC Fight Night: Henderson vs. dos Anjos foi um evento de artes marciais mistas promovido pelo Ultimate Fighting Championship, ocorrido em 23 de agosto de 2014 no BOK Center em Tulsa, Oklahoma.

## Background
Este foi o segundo evento em Tulsa, Oklahoma. O primeiro foi o UFC 4.
Thiago Alves era esperado para enfrentar Jordan Mein no evento, porém, uma lesão tirou Alves do evento e foi substituído por Brandon Thatch. No entanto, Thatch também se lesionou e foi substituído por Mike Pyle, que enfrentaria o também lesionado Demian Maia nesse evento.
Com o cancelamento do UFC 176, as lutas Beneil Dariush vs. Tony Martin, James Vick vs. Walmir Lazaro e Matt Dwyer vs. Alex Garcia foram remarcadas para esse evento. No entanto, Dwyer foi removido da luta e trocado por Neil Magny.
Ernest Chavez era esperado para enfrentar Mirsad Bektic, no entanto, uma lesão o tirou da luta e foi substituído por Max Holloway. No entanto, Bektic se lesionou e foi substituído pelo estreante Clay Collard.
Tim Elliott era esperado para enfrentar Wilson Reis no evento, no entanto, uma lesão tirou Elliott do combate. O estreante Joby Sanchez o substituiu.

## Bônus da Noite
- Luta da Noite: Não houve premiação para a melhor Luta da Noite
- Performance da Noite:  Rafael dos Anjos,  Jordan Mein,  Thales Leites e  Ben Saunders